# Uttara Kannada

Uttara Kannadas läge i Karnataka

Uttara Kannada, distrikt i den indiska delstaten Karnataka. Huvudort: Karwar. Distriktet ligger i norra delen av kustlandskapet Kanara på malabarkusten i den indiska delstaten Karnataka. 